# Immucillin-H
Immucillin-H, Forodesin INN ( Hersteller: BioCryst Pharmaceuticals) ist ein neuartiger Wirkstoff für die gezielte Therapie von bösartigen hämatologischen Erkrankungen, insbesondere der akuten T-Zell-Leukämie (T-ALL). Immucillin-H gehört zur Gruppe der PNP-Inhibitoren und wird derzeit in verschiedenen klinischen Studien auf seine Sicherheit und Wirksamkeit getestet.

## Wirkmechanismus
Immucillin-H hemmt die Funktion des Enzyms Purin-Nukleosid-Phosphorylase (PNP) und führt dadurch zu einer selektiven Verminderung von T-Lymphozyten im Blut der Patienten.

## Indikationen

### Erwachsene
für Immucillin-H werden folgende Indikationen derzeit in ersten klinische Studien (Phase II) untersucht:
- Akute T-Zell Leukämie (T-ALL)
- Chronische Lymphatische Leukämie (CLL)
- (lymphoblastisches) T-Zell-Lymphom